# 異国迷路のクロワーゼ
『異国迷路のクロワーゼ』（いこくめいろのクロワーゼ、La croisée dans un labyrinthe étranger）は、武田日向による日本の漫画作品。日本から単身で渡仏した少女が、フランスの青年との交流を通じて日本との違いなどに戸惑いながら、成長していく様子が描かれる。
『ドラゴンエイジPure』（富士見書房）vol.2から連載され、同誌休刊後は『月刊ドラゴンエイジ』に移籍し、2009年7月号より連載されていたが、作者の体調不良による休載を経て2017年1月には死去により、未完となった。
2010年12月にテレビアニメ化が発表され、2011年7月から同年9月まで放送された。

## ストーリー
19世紀後半、西欧において日本の文化が流行していた時代に単身でフランスへ渡った日本の少女・湯音（ユネ）は、パリの下町アーケード商店街「ロアの歩廊（ギャルリ・ド・ロア）」の一画にある鉄工芸店「ロアの看板店（アンセーニュ・ド・ロア）」で働くことになった。ユネは若き店主・クロードとの文化・価値観・思想の違いに戸惑い、葛藤しつつも成長していく。

## 登場人物

### 主要人物
湯音（ゆね）
声 - 東山奈央
本作の主人公。奉公のために日本の長崎からパリへやって来た少女。誕生日は12月5日。年齢は、第7話時点で満年齢13歳（数え歳15歳）だが、クロードには10歳前後にしか見えていない。
小柄な体格とおかっぱの黒い髪が特徴。地元の長崎では評判の看板娘だった。
挨拶や集客など客に積極的に干渉することを禁じられるなどといったフランスの文化の違いに戸惑いながらも、店主のクロードをはじめとした人々との交流を通し、少しずつ乗り越えていく。片言ではあるが、フランス語の日常会話をこなせる。また、姉の手解きにより三味線を弾ける。猫好きでよく野良猫を構っている。
日本の食文化に無かった乳製品で作られるチーズが苦手。
クロード・クローデル
声 - 近藤隆、佐藤利奈（幼少期）
「ロアの看板店（アンセーニュ・ド・ロア）」の3代目店主。時代の波に取り残され、閉鎖の危機に瀕している「ロアの歩廊（ギャルリ・ド・ロア）」を立て直すべく日夜奮闘している。
人当たりがきつい頑固な性格で融通の利かない部分もあり、祖父・オスカーが突然連れてきた日本人のユネに対して戸惑いを隠せず、また日本の常識と作法が分からなかったことから当初は彼女を受け入れられなかった。しかし、文化の違いにもめげず懸命に働くユネのひたむきさに触れるにつれて次第に彼女を認めるようになり、お互い少しずつ理解し合っていく。
ロアの歩廊とロアの看板店を衰退させる原因となった「百貨店（グラン・マガザン）」と、それを作ったブランシュ家に敵愾心を抱いている。敵愾心の源はそれだけが原因ではなく、それぞれ幼少期に体験した出来事が関係している。
醤油の匂いが苦手。

### クローデル家
ロアの歩廊の一画でロアの看板店を経営する。
オスカー・クローデル
声 - 田中秀幸
クロードの祖父で、ロアの看板店の礎を築いた人物。放浪癖があり、しばしば看板屋に関係ないものを仕入れようとするなど、とぼけた性格。腕が衰えた現在は一線から退いているものの、クロードや町の人々に一目置かれる職人であることに変わりはない。
ユネとは仕入れ先の日本で出会い、フランスへ連れ帰った。クロードとは異なり異国の文化に寛容であり、カルチャーギャップによるユネの失敗も温かく見守っている。
作中では、クロードに日本の文化や風習についての解説をする役目を担うことが多い。
ジャン・クローデル
クロードの父で、ロアの看板店の先代（2代目）店主。クロードの幼少時、事故で亡くなった。
小柄な体型で、小さな手から繊細な鉄細工を組み上げる腕を持つ。商売敵のはずの「百貨店」の天井部分の建設に技師として設計に関わり、その仕事ぶりを見せるためにクロードを建設中の現場へ連れていくこともあった。

### ブランシュ家
ロアの歩廊の他に、百貨店やサロンを所有するブルジョワジー。
アリス・ブランシュ
声 - 悠木碧
ブランシュ家の娘。幼い頃から日本に対する興味を強く持ち、浮世絵や日本人形を初めとする日本の美術品や雑貨を蒐集している。好奇心旺盛で思い立ったら即行動に移すアグレッシブな性格。
誕生日プレゼントとして姉のカミーユから着物（ある事情で手放されたユネの母親の形見）を贈られた際、同じく誕生日プレゼントとして父親から口約束で贈られたロアの歩廊に日本人がいることを耳にし、自宅へ招き入れようとする。
ユネをクローデル家のメイドと勘違いした時は、高給を提示して引き抜こうとした。その後もお茶会に誘ったりロアの看板店に足を運んだりしてユネと積極的に会っては、ことあるごとにブランシュ家へ移るよう話を持ちかけて毎回断られる。
同世代の同性として数少ないユネの知り合いであり、ユネがパリに溶け込んでいくのを結果的に手伝っている。
湯音がブランシュ家に出入りすることを良く思わないクロードとは、犬猿の仲。
カミーユ・ブランシュ
声 - 矢作紗友里
ブランシュ家の娘。アリスの姉であり、彼女を大切に見守っている。いつも扇を手にしている。温和でいつもは微笑んでいるが、時折ふとした拍子に冷たい一面を見せることがある。完璧なお嬢様で両親からも期待されており、アリスの憧れでもあるがそれを窮屈に思っている。子どもの頃にクロードと密かに会っており、外の世界に憧れていたが自分の立場を分かっており、外へ連れ出そうとするクロードの誘いを頑なに断ったり、クロードに好意を寄せながらも結婚しようと約束するのではなく、別の人と結婚しても遊びに来てねと言っていた。
エドガール
声 - 麻生智久
ブランシュ家に仕える執事。アリスの命を受け、ユネに招待状を渡しに行く。

### その他
浮浪児
声 - 儀武ゆう子
名前は不明。泥棒や物乞いをして日々を生きている。ユネが店番をしている時にロアの看板店から燭台を盗んでいった。その後は何度もユネと出会ううちにユネの優しさに触れ、徐々に心境が変化していく。
汐音（しおね）
声 - 能登麻美子
日本にいるユネの姉。長崎に住む日本人には珍しい碧眼の持ち主で、その眼を見た者に気味悪がられることが多かったため、ユネ以外の人前では瞼を閉じて目が見えない振りをするようになったうえ、後には本当に失明してしまった。ある事情から、ユネはそのことを気に病んでいる。
オスカーは日本に滞在している時に、汐音と会ったことがある。
ヤニック
声 - 鈴木清信
ロアの歩廊の一画で、猫の看板を掲げる店の店主。
アンヌ
声 - 中島愛
アニメオリジナルキャラクター。ギターで日本の曲を弾きながら旅をしているボヘミアン。ギャルリを訪れ、アリスの薦めでユネと出会う。音楽家の祖父は日本の長崎を訪れた際に日本人女性と結ばれて娘を授かったが、周囲の反対に遭って別れたという過去を持つ。汐音はある女性から、アンヌの祖父にとって思い出の曲を伝えられている。
アラン
声 - 藤本たかひろ、粕谷雄太（幼少期）
アニメオリジナルキャラクター。ロアの歩廊で印刷屋を営む、クロードの幼馴染。

## 既刊一覧

### 本編
- 武田日向 『異国迷路のクロワーゼ』 富士見書房〈角川コミックス ドラゴンJr.、ドラゴンコミックスエイジ〉、全2巻
  1. 2007年12月8日発売、ISBN 978-4-04-712522-3
  2. 2009年6月9日発売、ISBN 978-4-04-712609-1
- 武田日向 『合本 異国迷路のクロワーゼ memoire』 KADOKAWA
  - 2018年1月9日発売 ISBN 978-4-04-072596-3
    - 既刊の内容に加えてコミックス2巻以降に連載された未収録エピソードを収録。

### 派生作品
- 萩原麻里（著）・武田日向（原作） 『異国迷路のクロワーゼ Le cahier d' Yune』 富士見書房〈富士見ファンタジア文庫〉
  - 2011年7月20日発売、ISBN 978-4-8291-3662-1
    - 萩原麻里による小説。
- 林雄一ほか（作画）・武田日向（原作） 『異国迷路のクロワーゼ 〜キャラクタートリビュート〜』 富士見書房〈ドラゴンコミックスエイジ〉
  - 2011年8月9日発売、ISBN 978-4-04-712740-1
    - 様々な作者によるアンソロジーコミックで、後述の『異国迷路のアリスちゃん』も掲載されている。

### 関連書籍
- ドラゴンエイジ編集部（編） 『異国迷路のクロワーゼ The Animation アニメガイド』 富士見書房
  - 2012年3月9日発売、ISBN 978-4-82-917700-6
    - 「ねんどろいどぷち 湯音」が付属。テレビアニメ版のガイドブック。

## イメージソング
『ドラゴンエイジPure』誌上においてI'veとのコラボレーションが行われ、イメージソングが作られている。イメージソングが収録されたCDは2007年12月20日発売の『ドラゴンエイジPure』vol.8の付録となっている。
「La clef 〜迷宮の鍵〜」
作詞・歌 - KOTOKO / 作曲・編曲 - 井内舞子 / ギター - 相和久

## 派生作品
異国迷路のアリスちゃん
『月刊ドラゴンエイジ』2011年3月号より連載開始。作画は林雄一。
アリスをはじめとする、デフォルメ化したキャラクターたちによる、オムニバス形式のショートコメディ。ハシラ部分には、この作品にちなんだコメントが記されている。

## テレビアニメ
2010年12月2日にテレビアニメ化が『マケン姫っ!』と同時に発表された後、『異国迷路のクロワーゼ The Animation』（いこくめいろのクロワーゼ ジ・アニメーション）のタイトルで、2011年7月から同年9月までAT-Xやチバテレビほか独立UHF局にて放送された。番組冒頭やアイキャッチのナレーションは、マーク・カポンティエが担当している。

### スタッフ
- 監督 - 安田賢司
- シリーズ構成・音響監督 - 佐藤順一
- キャラクターデザイン・総作画監督 - 井上英紀
- 衣装・着物デザイン - 伊藤郁子（第6話、第11話、第12話）
- 美術監督 - 川口正明
- 美術設定 - ロマン・トマ、ルガル・ヤン、ブリュネ・スタニスラス
- 色彩設定 - 品地奈々絵
- チーフCGIデザイナー - 後藤浩幸
- 着物テクスチャ - 倉田綾子、吉川美貴
- 撮影監督 - 岩崎敦、加藤千恵
- 編集 - 後藤正浩
- 音楽 - コーコーヤ
- プロデューサー - 田中信作、野崎圭一、南寛将、梅田ノリカツ、土井美佳、小田ツヨシ
- アニメーションプロデューサー - 金子文雄
- アニメーション制作 - SATELIGHT
- 製作 - 異国迷路のクロワーゼ製作委員会（メディアファクトリー、フライングドッグ、ソニー・ミュージックコミュニケーションズ、青二エンターテインメント、エー・ティー・エックス、ブシロード、グッドスマイルカンパニー）

### 主題歌

#### オープニングテーマ
「世界は踊るよ、君と。」（第1話 - 第4話、第5話 - 第12話）
作詞・作曲 - 千葉はな / 編曲 - 市川和則 / 歌 - 羊毛とおはな
「世界は踊るよ、君と。（Acoustic Version）」（第4.5話）
作詞・作曲 - 千葉はな / 編曲 - 市川和則 / 歌 - 羊毛とおはな

#### エンディングテーマ
「ここからはじまる物語」（第1話 - 第4話、第5話 - 第7話、第9話 - 第12話）
作詞 - 山口みなこ / 作曲 - 松浦みつを / 編曲 - 保刈久明 / 歌 - 東山奈央
「遠く君へ」（第4.5話）
作詞 - エリコ / 作曲 - 笹子重治 / 編曲 - コーコーヤ / 歌 - アンヌ（中島愛）
「Tomorrow's Smile」（第8話）
作詞・作曲 - 矢吹香那 / 編曲 - 長谷川智樹 / 歌 - A.m.u.

#### 挿入歌
全曲とも第4.5話で使用。
「咲いたさくら」
作詞・作曲 - 日本古謡 / 編曲 - 笹子重治 / 歌 - 湯音（東山奈央）
「見渡せば」
作詞 - 柴田清照 / 作曲 - ジャン＝ジャック・ルソー / 編曲 - 笹子重治 / 歌 - 湯音（東山奈央）
「たからもの」
作詞 - 佐藤順一 / 作曲 - フランス民謡 / 編曲 - 笹子重治 / 歌 - 汐音&湯音（能登麻美子&東山奈央）

### 各話リスト
| 話数               | サブタイトル                                   | 脚本       | 絵コンテ            | 演出       | 作画監督          |
| ------------------ | ---------------------------------------------- | ---------- | ------------------- | ---------- | ----------------- |
| 第1話              | 入口 “Entrée”                                  | 池田眞美子 | 安田賢司            | 安田賢司   | 井上英紀          |
| 第2話              | チーズ “Fromage”                               | 池田眞美子 | 安田賢司            | 室谷靖     | 藤本さとる        |
| 第3話              | 日本迷宮 “Labyrinthe du japon”                 | 池田眞美子 | 島津裕行            | 筑紫大介   | 森田史            |
| 第4話              | 水明かり “Eau et lumiéres”                     | 池田眞美子 | 安田賢司            | 登坂晋     | 塩川貴史          |
| 第4.5話 （未放送） | 音楽会 “Récital”                               | 佐藤順一   | 佐藤順一            | 筑紫大介   | 塩川貴史 和田高明 |
| 第5話              | 迷子 “Perdus”                                  | 池田眞美子 | 後藤圭二            | 後藤圭二   | 後藤圭二          |
| 第6話              | 鳥籠（クリノリン） “Crinoline”                 | 池田眞美子 | 安田賢司 衛光空     | 筑紫大介   | 伊藤郁子          |
| 第7話              | 天窓 “Lucarne”                                 | 池田眞美子 | 室谷靖              | 室谷靖     | 福島豊明 田中穣   |
| 第8話              | 子供部屋 “Chambre d'enfant”                    | 池田眞美子 | 布施木一喜 安田賢司 | 布施木一喜 | 藤本さとる        |
| 第9話              | 秘密 “Jardin secret”                           | 池田眞美子 | 佐山聖子            | 小高義槻   | 塩川貴史          |
| 第10話             | 魔術幻燈（ファンタスマゴリー） “Fantasmagorie” | 池田眞美子 | 伊藤達文            | 伊藤達文   | いとうまりこ      |
| 第11話             | 祈り “prière”                                  | 池田眞美子 | 室谷靖              | 室谷靖     | 伊藤郁子          |
| 第12話             | 屋根の上の猫 “Chats sur un toit”               | 池田眞美子 | 安田賢司            | 安田賢司   | 藤本さとる 森田史 |

- 第4.5話はBD/DVD第3巻収録の未放映エピソード。2011年7月29日から同年8月1日まで、ShowTimeにて期間限定で先行配信された[3]。

### 放送局
| 放送地域 | 放送局             | 放送期間                | 放送日時                     | 放送系列       | 備考                            |
| -------- | ------------------ | ----------------------- | ---------------------------- | -------------- | ------------------------------- |
| 千葉県   | チバテレビ         | 2011年7月4日 - 9月19日  | 月曜 0:30 - 1:00（日曜深夜） | 独立UHF局      |                                 |
| 神奈川県 | tvk                | 2011年7月4日 - 9月19日  | 月曜 1:30 - 2:00（日曜深夜） | 独立UHF局      |                                 |
| 日本全域 | AT-X               | 2011年7月4日 - 9月19日  | 月曜 9:00 - 9:30             | CS放送         | 製作委員会参加 リピート放送あり |
| 埼玉県   | テレ玉             | 2011年7月5日 - 9月20日  | 火曜 1:05 - 1:35（月曜深夜） | 独立UHF局      |                                 |
| 東京都   | TOKYO MX           | 2011年7月5日 - 9月20日  | 火曜 1:30 - 2:00（月曜深夜） | 独立UHF局      |                                 |
| 愛知県   | テレビ愛知         | 2011年7月6日 - 9月21日  | 水曜 2:00 - 2:30（火曜深夜） | テレビ東京系列 |                                 |
| 日本全域 | ShowTime           | 2011年7月6日 - 9月21日  | 水曜 12:00 更新              | ネット配信     | [ 注 1 ]                        |
| 兵庫県   | サンテレビ         | 2011年7月7日 - 9月22日  | 木曜 2:05 - 2:35（水曜深夜） | 独立UHF局      |                                 |
| 日本全域 | ニコニコチャンネル | 2011年7月13日 - 9月28日 | 水曜 0:00 更新（火曜深夜）   | ネット配信     | 第2話以降は有料配信             |

### 映像特典
『湯音&アリス』
BD/DVD各巻に収録。SDキャラクターになった湯音とアリスが登場する短編Flash映像。なお、SDキャラクターはTVCMやPV映像にも登場している。
ピクチャードラマ
BD/DVD第2巻より各巻に収録のピクチャードラマ。
| 巻数  | 『湯音&アリス』 | ピクチャードラマ  |
| ----- | --------------- | ----------------- |
| 第1巻 | コスチューム編  | -                 |
| 第2巻 | 建物探訪編      | 教えて!湯音ちゃん |
| 第3巻 | 名場面編        | 赤ずきん湯音      |
| 第4巻 | ギャルリ編      | クロード日本紀行  |
| 第5巻 | フラフープ編    | はねつき          |
| 第6巻 | しゃっくり編    | 湯音のお料理教室  |
| 第7巻 | ねこ編          | 暴君ユネ          |

### WEBラジオ
『異国迷路のクロワーゼ・ロアの歩廊（ギャルリ・ド・ロア）を歩きながら』は、2011年6月10日から9月23日までHiBiKi Radio Stationにて毎月第2・第4金曜に配信された番組。パーソナリティは湯音役の東山奈央とアリス役の悠木碧。第8回のゲストはクロード・クローデル役の近藤隆。